# Unagisaki hōchō

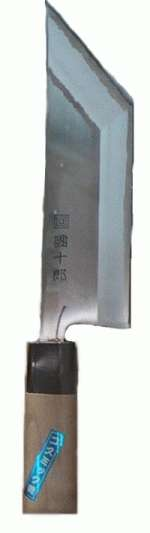
Unagisaki bocho regular.

Un unagisaki bocho (鰻サキ包丁) és un ganivet especialitzat per tallar en filets a les anguiles. El tall i la part punxeguda són empesos en l'anguila prop del cap i seguidament es talla el cos de l'anguila per obrir-se completament sobre el peix. A part de la versió estàndard que es mostra a la imatge, existeixen estils locals que difereixen significativament entre Nagoya, Osaka o Kyoto.